# Shane O'Donoghue
Shane O'Donoghue (Dublin, 24 november 1992) is een Iers hockeyer.

## Levensloop
O'Donoghue begon zijn carrière bij Glenanne HC. In 2011 maakte hij de overstap naar UCD HC en vanaf 2014 kwam hij uit voor het Belgische KHC Dragons. Met deze club werd hij tweemaal landskampioen (2015 & 2016). Vervolgens keerde hij in 2016 terug naar zijn moederland om zijn studies af te maken. Sportief was hij in deze periode actief bij Glenanne HC. Hierop aansluitend kwam hij van 2018 tot 2020 opnieuw uit voor de KHC Dragons. In 2020 keerde hij terug naar zijn jeugdploeg, alwaar hij actief werd als speler-coach.
Daarnaast is hij actief bij het Iers hockeyteam. Hij maakte zijn debuut in 2011 en verzamelde als international meer dan 200 caps. Met de nationale ploeg won de middenvelder onder meer brons op het Europees kampioenschap van 2015 te Londen.